# Friedrich von Dönhoff (Generalleutnant)

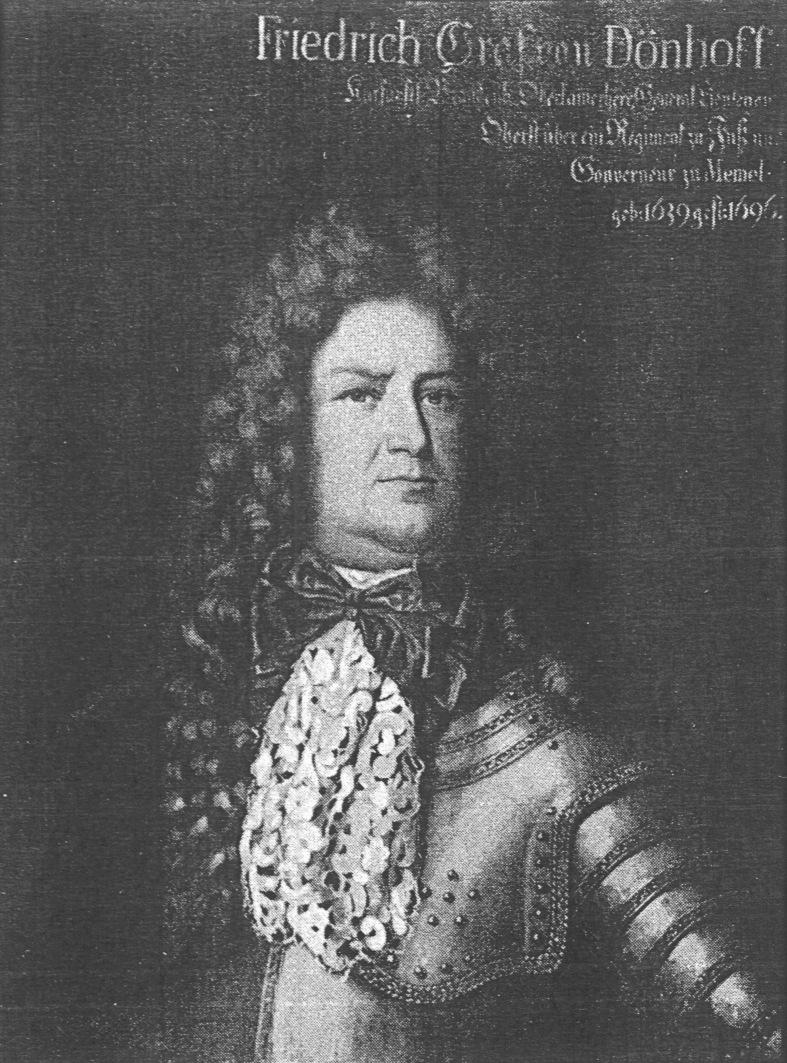
Friedrich Graf von Dönhoff

Graf Friedrich von Dönhoff (* 24. Mai 1639 in Waldau, Landkreis Königsberg; † 16. Februar 1696 in Memel) war ein kurbrandenburgischer Generalleutnant.

## Leben
Friedrich war der Sohn des Wojwoden zu Pernau Magnus Ernst von Dönhoff († 18. Juni 1642) und der Katharina Gräfin von Dohna († 1659). Am 18. Mai 1667 trat Friedrich von Dönhoff als Oberstleutnant und Kommandeur eines Regiments, des späteren altpreußischen Infanterieregiments No. 2, auf. Am 24. Juni 1668 wurde er Oberst und Chef dieses Regiments, das damit seinen Namen trug. 1673 wurde er vom Großen Kurfürsten zur polnischen Königswahl gesandt. Seit dem 10. April 1678 war er Generalmajor und seit dem 18. Juli Gouverneur von Memel. Am 5. März 1684 wurde er zum Generalleutnant befördert und 1688 Oberkammerherr. Im Jahr darauf wurde er wirklicher Geheimer Etats- und Kriegsrat, 1692 auch Chef der Garnisonskompanie in Memel, wo er 1696 starb.

## Familie
Am 13. November 1664 heiratete Friedrich Graf von Dönhoff Eleonore Katharina Elisabeth von Schwerin (* 10. Oktober 1646 in Cölln; † 14. Oktober 1696 in Friedrichstein). Seine Tochter Eleonore Gräfin von Dönhoff heiratete den brandenburgischen General Hans Albrecht von Barfus.
Seine Söhne waren die Grafen:
- Otto Magnus von Dönhoff (1665–1717) brandenburgisch-preußischer Generalleutnant und Gesandter
- Bogislaw Friedrich von Dönhoff (1669–1742) brandenburgisch-preußischer Generalmajor
- Ernst Wladislaus von Dönhoff (1672–1724), brandenburgisch-preußischer Generalleutnant
- Alexander von Dönhoff (1683–1742) preußischer Generalleutnant und Vertrauter des Königs Friedrich Wilhelm I.